# Deutzia hookeriana
Deutzia hookeriana là một loài thực vật có hoa trong họ Tú cầu. Loài này được (C.K.Schneid.) Airy Shaw mô tả khoa học đầu tiên năm 1934.